# Nūrmahal
Nūrmahal är en ort i Indien.   Den ligger i distriktet Jalandhar och delstaten Punjab, i den norra delen av landet, 300 km nordväst om huvudstaden New Delhi. Nūrmahal ligger 245 meter över havet och antalet invånare är 13 154.
Terrängen runt Nūrmahal är mycket platt. Runt Nūrmahal är det tätbefolkat, med 550 invånare per kvadratkilometer. Närmaste större samhälle är Nakodar, 11,7 km väster om Nūrmahal. Trakten runt Nūrmahal består till största delen av jordbruksmark.